# Zozocolco de Hidalgo (kommun)
Zozocolco de Hidalgo är en kommun i Mexiko.   Den ligger i delstaten Veracruz, i den sydöstra delen av landet, 180 km öster om huvudstaden Mexico City.
Följande samhällen finns i Zozocolco de Hidalgo:
- Zozocolco de Hidalgo
- Zapotal
- Tahuaxni Norte
- Acatzácatl
- Anayal Número Uno
- Caxuxuman
- Tres Cruces Uno
- Tlalpila
- El Colón
- Plan de Ayala
- Las Barrancas
- La Higuera
- El Calicón
- San Javier del Estero
- Buenos Aires
- Camolate
- Linda Vista
- San Carlos